# 20e division blindée
Pour les articles homonymes, voir 20e division.

Insigne de la blindée US.

La 20e division blindée était une division blindée de l'armée des États-Unis pendant la Seconde Guerre mondiale.

## Histoire
Elle débarque au Havre en France le 18 février 1945 puis participe à la campagne d'Allemagne. Elle est dissoute en 1946.

### Sources
- (en) Cet article est partiellement ou en totalité issu de l’article de Wikipédia en anglais intitulé « 20th Armored Division (United States) » (voir la liste des auteurs).